# Theodor Endter
Theodor Clemens Endter (* 6. April 1895 in München; † 28. September 1976) war ein deutscher Jurist und Bankmanager.

## Werdegang
Nach dem Abitur 1914 am Wilhelmsgymnasium München studierte Endter an der Universität München und promovierte 1922 an der Universität Würzburg mit der Arbeit „Der Vorvertrag im heutigen Recht“. 1926 trat er in die Dienste der Bayerischen Hypotheken- und Wechsel-Bank. Dort wurde er 1930 stellvertretendes Vorstandsmitglied und rückte 1940 als ordentliches Vorstandsmitglied auf.
Daneben war er Aufsichtsratsvorsitzender der Pensions- und Sterbekasse der Beamten und Bediensteten der Bayerischen Hypotheken- und Wechselbank sowie der Wallbergbahn AG.
Er war seit 1914 Mitglied der katholischen Studentenverbindung KDStV Aenania München sowie ab 1922 der KDStV Trifels München und später noch der KDStV Winfridia (Breslau) Münster und der KDStV Vandalia (Prag) München, alle im CV.

## Ehrungen
- 1960: Bayerischer Verdienstorden
- 1966: Großes Verdienstkreuz der Bundesrepublik Deutschland